# Bruce Lockhart

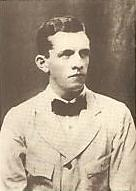
Bruce Lockhart en Malaya, 1909

Robert Hamilton Bruce Lockhart (2 de septiembre de 1887 – 27 de febrero de 1970) fue un periodista, escritor, agente secreto, diplomático británico primero en Moscú y más tarde en Praga, y futbolista. Su libro de Memoirs of a British Agent (Memorias de un agente británico) publicado en 1932 se convirtió en un éxito de ventas a nivel mundial.
Lockhart se había unido al Ministerio británico de Asuntos Exteriores y fue enviado a Moscú. Lockhart fue uno de los principales jefes de consulado británico durante la Revolución de Febrero de 1917, pero dejó a Rusia antes de la revolución bolchevique de octubre del mismo año. Pronto regresó a Rusia por expreso deseo del primer ministro Lloyd George y Lord Milner y se convirtió en el primer emisario británico enviado como diplomático al gobierno de la Rusia bolchevique en enero de 1918. 
Lockhart solicitó al nuevo gobierno de la Rusia Soviética para que los japoneses pudiesen viajar a lo largo de Rusia para luchar contra Alemania en el Frente Oriental, pero fracasó en el intento. En 1918, Lockhart y el famoso agente británico Sidney Reilly fueron detenidos por el intento de asesinato del líder bolchevique Vladímir Lenin. Por esta causa fue detenido y condenado a muerte en Rusia pero, afortunadamente para Lockhart, lo intercambiaron por el diplomático ruso Maxim Litvínov.
Lockhart escribió sus propias experiencias de vida en sus libros desde 1934. Durante la Segunda Guerra Mundial fue un director y comandante de la propaganda británica contra la organización enemiga. También volvió a participar como agente de enlace británico con Edvard Beneš, presidente de los refugiados checoslovacos. Después de la guerra, continuó escribiendo y dando conferencias.

## Obras
- Memoirs of a British Agent (Putnam, Londres, 1932)
- Retreat from Glory (Putnam, Londres, 1934)
- Return to Malaya (Putnam, Londres, 1936)
- My Scottish Youth (Putnam, Londres, 1937)
- Guns or Butter: War countries and peace countries of Europe revisited (Putnam, Londres, 1938)
- A Son of Scotland (Putnam, Londres, 1938)
- What Happened to the Czechs? (Batchworth Press, Londres, 1953)
- Comes the Reckoning (Putnam, Londres, 1947)
- My Rod, My Comfort (Putnam, Londres, 1949)
- The Marines Were There: the Story of the Royal Marines in the Second World War (Putnam, Londres,, 1950)
- Scotch: the Whisky of Scotland in Fact and Story (Putnam, Londres, 1951)
- My Europe (Putnam, Londres, 1952)
- Your England (Putnam, Londres, 1955)
- Jan Masaryk, a Personal Memoir (Putnam, Londres, 1956)
- Friends, Foes, and Foreigners (Putnam, Londres, 1957)
- The Two Revolutions: an Eyewitness Study of Russia, 1917 (Bodley Head, Londres, 1967)
- The Diaries of Sir Robert Bruce Lockhart Vol 1 (Macmillan, Londres, 1973)
- The Diaries of Sir Robert Bruce Lockhart Vol 2 (Macmillan, Londres, 1980)